# Just Dance 3
Just Dance 3 é um jogo no estilo "Dance" lançado para o Wii, PlayStation 3 e Xbox 360, com suporte para Move e Kinect para os dois últimos respectivamente. Faz parte da continuação da série de jogos Just Dance criado pela Ubisoft. O lançamento de Just Dance 3 foi anunciado logo após o lançamento de Just Dance 2 e foi oficialmente lançado no dia 7 de Outubro de 2011 para Wii e Xbox360 e no dia 6 de Dezembro de 2011 para Playstation 3.

## Lista de canções
| Musica                                      | Artista                                     | Dificuldade | Esforço | Ano  | Modo              | Dançarino(s)                       |
| ------------------------------------------- | ------------------------------------------- | ----------- | ------- | ---- | ----------------- | ---------------------------------- |
| Airplanes (TE)                              | B.o.B featuring Haley Williams of Paramore  | 1           | 1       | 2010 | Solo              | Um Dançarino                       |
| Apache (Jump On It)°                        | The Sugarhill Gang                          | 3           | 2       | 1981 | Solo              | Um Dançarino                       |
| Are You Gonna Go My Way°                    | Lenny Kravitz                               | 1           | 3       | 1993 | Solo              | Um Dançarino                       |
| Baby One More Time*°                        | The Girly Team                              | 2           | 2       | 1998 | Dance Crew        | Quatro Dançarinas                  |
| Barbra Streisand°                           | Duck Sauce                                  | 2 (3)       | 2 (3)   | 2010 | Solo              | Uma Dançarina                      |
| Beautiful Liar*                             | Countdown Mix Masters                       | 3           | 1       | 2007 | Duet              | Duas Dançarinas                    |
| Boogie Wonderland*                          | Groove Century                              | 2           | 2       | 1979 | Dance Crew        | Duas Dançarinas E Dois Dançarinos  |
| Boom                                        | Reggaeton Storm                             | 2           | 2       | 2005 | Solo              | Uma Dançarina                      |
| California Gurls                            | Katy Perry featuring Snoop Dogg             | 2           | 2       | 2010 | Solo              | Uma Dançarina                      |
| Crazy Little Thing Called Love              | Queen                                       | 3           | 2       | 1979 | Duet              | Uma Dançarina E Um Dançarino       |
| Da Funk°                                    | Daft Punk                                   | 2           | 2       | 1995 | Duet              | Dois Dançarinos (Robôs)            |
| Dance All Nite                              | Anja                                        | 3           | 1       | 2011 | Solo              | Uma Dançarina                      |
| Dynamite°                                   | Taio Cruz                                   | 1           | 2       | 2010 | Dance Crew        | Duas Dançarinas E Dois Dançarinos  |
| E.T. (BBE)                                  | Katy Perry                                  | 1           | 2       | 2011 | Solo              | Uma Dançarina                      |
| Forget You                                  | Cee Lo Green                                | 2           | 2       | 2010 | Solo              | Um Dançarino                       |
| Giddy on Up (Giddy on Out)                  | Laura Bell Bundy                            | 2           | 1       | 2010 | Solo              | Uma Dançarina                      |
| Gonna Make You Sweat (Everybody Dance Now)* | C+C Music Factory                           | 2           | 3+      | 1990 | Solo              | Um Dançarino                       |
| Hey Boy Hey Girl                            | The Chemical Brothers                       | 3           | 3       | 1999 | Solo              | Um Dançarino                       |
| I Don't Feel Like Dancin'°                  | Scissor Sisters                             | 3           | 3       | 2006 | Solo              | Um Dançarino                       |
| I Feel Love                                 | Donna Summer                                | 2           | 1       | 1977 | Solo              | Uma Dançarina                      |
| I'm So Excited                              | The Pointer Sisters                         | 1           | 3       | 1982 | Solo              | Uma Dançarina                      |
| I Was Made for Lovin' You                   | Kiss                                        | 1           | 2       | 1979 | Dance Crew        | Uma Dançarina E Quatro Dançarinoss |
| Jamaican Dance°                             | Konshens                                    | 1           | 2       | 2011 | Modo Hold My Hand | Uma Dançarina E Um Dançarino       |
| Jump (For My Love)°                         | Girls Aloud                                 | 3           | 3       | 2003 | Duet              | Duas Dançarinas                    |
| Kurio ko uddah le jana                      | Bollywood Rainbow                           | 3           | 2       | 1994 | Duet              | Uma Dançarina E Um Dançarino       |
| Land of 1000 Dances                         | Wilson Pickett                              | 1           | 3       | 1966 | Solo              | Um Dançarino                       |
| Let's Go To the Mall                        | Robin Sparkles                              | 3           | 2       | 2006 | Solo              | Uma Dançarina                      |
| Lollipop                                    | MIKA                                        | 2           | 2       | 2007 | Solo              | Uma Dançarina                      |
| Marcia Baila (P)                            | Rita Mitsouko                               | 2           | 2       | 1985 | Solo              | Uma Dançarina                      |
| Night Boat to Cairo                         | Madness                                     | 1           | 3       | 1979 | Dance Crew        | Uma Dançarina E Três Dançarinos    |
| No Limit°                                   | 2 Unlimited                                 | 2           | 3       | 1993 | Duet              | Uma Dançarina E Um Dançarino       |
| Only Girl (In the World) (TE)               | Rihanna                                     | 2           | 2       | 2010 | Solo              | Uma Dançarina                      |
| Party Rock Anthem°                          | LMFAO featuring Lauren Bennett and GoonRock | 3           | 2       | 2011 | Solo              | Um Dançarino                       |
| Pata Pata*                                  | Miriam Makeba                               | 1           | 2       | 1967 | Duet              | Duas Dançarinas                    |
| Price Tag                                   | Jessie J featuring B.o.B                    | 2           | 1       | 2011 | Solo              | Uma Dançarina                      |
| Promiscuous°                                | Nelly Furtado featuring Timbaland           | 2           | 2       | 2006 | Duet              | Uma Dançarina E Um Dançarino       |
| Pump It°                                    | The Black Eyed Peas                         | 3           | 3       | 2005 | Solo              | Um Dançarino                       |
| Satellite (P)                               | Lena Meyer-Landrut                          | 1           | 2       | 2010 | Solo              | Uma Dançarina                      |
| She's Got Me Dancing°                       | Tommy Sparks                                | 3           | 2       | 2009 | Solo              | Um Dançarino                       |
| Somethin' Stupid                            | Robbie Williams and Nicole Kidman           | 1           | 1       | 2001 | Duet              | Uma Dançarina E Um Dançarino       |
| Spectronizer                                | Sentai Express                              | 2           | 2       | 2009 | Dance Crew        | Uma Dançarina E Três Dançarinos    |
| Take on Me°                                 | A-ha                                        | 1           | 3       | 1985 | Solo              | Um Dançarino                       |
| Teenage Dream (BBE)                         | Katy Perry                                  | 2           | 1       | 2010 | Solo              | Uma dançarina                      |
| Think*                                      | Aretha Franklin                             | 2           | 2       | 1968 | Solo              | Uma Dançarina                      |
| This is Halloween                           | Danny Elfman                                | 2           | 2       | 1993 | Dance Crew        | Duas Dançarinas E Dois Dançarinos  |
| Tightrope (Solo Version)                    | Janelle Monáe                               | 3           | 2       | 2010 | Solo              | Uma Dançarina                      |
| Venus                                       | Bananarama                                  | 1           | 2       | 1986 | Solo              | Uma Dançarina                      |
| Video Killed the Radio Star                 | The Buggles                                 | 2           | 1       | 1979 | Solo              | Um Dançarino                       |
| What You Waiting For?°                      | Gwen Stefani                                | 2           | 1       | 2004 | Solo              | Uma Dançarina                      |

- O "*" indica uma música cover, não uma música original.
- O "**" indica uma música desconhecida.
- O "(P)" indica uma música exclusiva para a versão Européia do jogo.
- O "(BBE)" indica uma música da versão Best Buy Exclusive.
- O "(TE)" indica uma música da versão Target Exclusive.

### Canções desbloqueáveis no jogo(Mojo)
| Baby Zouk                  | Dr. Creole        | 2 | 3 | 2010 | Duet              | Uma Dançarina E Um Dançarino   |                           |      |   |   |      |      |               |                |  |
| Giddy on Up (Giddy on Out) | Laura Bell Bundy  | 1 | 1 | 2010 | Modo Hold My Hand | Dois Dançarinos                |                           |      |   |   |      |      |               |                |  |
| Hungarian Dance No. 5*     | Johannes Brahms   | 2 | 2 | 1896 | Duet              | Uma Dançarina E Um Dançarino — | I Was Made for Lovin' You | Kiss | 2 | 3 | 1979 | Solo | Uma Dançarina | Modo Exercicio |  |
| Mamasita                   | Latino Sunset     | 3 | 2 | 2002 | Duet              | Uma Dançarina E Um Dançarino   |                           |      |   |   |      |      |               |                |  |
| The Master Blaster         | Inspector Marceau | 3 | 1 | 1969 | Duet              | Uma Dançarina E Um Dançarino   |                           |      |   |   |      |      |               |                |  |

## Musicas para Download
Note que algumas musicas de versões anteriores do jogo fotam postas para download.

### Wii
| Música                               | Artista                                   | Dificuldade | Esforço | Ano  | Modo | Dançarino(s) | Data de adição    | Custo          |
| ------------------------------------ | ----------------------------------------- | ----------- | ------- | ---- | ---- | ------------ | ----------------- | -------------- |
| Baby Don't Stop Now                  | Anja                                      | 2           | 1       | 2011 | Solo | ♀            | October 7, 2011   | 250 Wii Points |
| Jambo Mambo                          | Ole Orquesta                              | 2           | 2       | 1997 | Duet | ♀/♂          | October 7, 2011   | 250 Wii Points |
| Soul Searchin                        | Groove Century                            | 1           | 1       | 1999 | Solo | ♂            | October 7, 2011   | 250 Wii Points |
| Twist and Shake It                   | The Girly Team                            | 2           | 1       | 2008 | Duet | ♀/♀          | October 7, 2011   | 250 Wii Points |
| Fame*/**                             | Irene Cara                                | 1           | 3       | 1980 | Solo | ♀            | November 23, 2011 | 250 Wii Points |
| U Can't Touch This*/**               | MC Hammer                                 | 2           | 3       | 1992 | Solo | ♂            | November 23, 2011 | 250 Wii Points |
| Jump*/**                             | Kris Kross                                | 3           | 3       | 1991 | Duet | ♂/♂          | November 23, 2011 | 250 Wii Points |
| Just Mario                           | Ubisoft Meets Nintendo                    | 1           | 3       | 1992 | Solo | ♂            | December 14, 2011 | 250 Wii Points |
| Crazy Christmas                      | Santa Clones                              | 2           | 3       | 2010 | Solo | ♂            | December 20, 2011 | 250 Wii Points |
| Walk Like an Egyptian                | The Bangles                               | 2           | 2       | 1986 | Solo | ♀            | December 20, 2011 | 250 Wii Points |
| Toxic*/**                            | Britney Spears                            | 3           | 1       | 2003 | Solo | ♀            | December 20, 2011 | 250 Wii Points |
| Jump in the Line (Shake, Senora)*/** | Harry Belafonte                           | 3           | 2       | 1961 | Duet | ♀/♂          | December 20, 2011 | 250 Wii Points |
| Iko Iko                              | Mardi Gras                                | 1           | 2       | 1953 | Solo | ♀            | December 20, 2011 | 250 Wii Points |
| Baby Girl**                          | Reggaeton                                 | 3           | 2       | 2003 | Solo | ♂            | December 20, 2011 | 250 Wii Points |
| I Like to Move It (Radio Mix)*/**    | Reel 2 Real featuring The Mad Stuntman    | 2           | 2       | 1994 | Solo | ♀            | January 4, 2012   | 250 Wii Points |
| Beat Match Until I'm Blue            | Sweat Invaders                            | 2           | 2       | 2011 | Solo | ♀            | January 4, 2012   | 250 Wii Points |
| Touch Me Want Me                     | Sweat Invaders                            | 2           | 3       | 2004 | Solo | ♀            | January 4, 2012   | 250 Wii Points |
| Dun N Dusted                         | Sweat Invaders                            | 2           | 2       | 2010 | Solo | ♂            | January 4, 2012   | 250 Wii Points |
| Cardiac Caress                       | Sweat Invaders                            | 2           | 3       | 2012 | Solo | ♀            | January 18, 2012  | 250 Wii Points |
| Boomsday                             | Sweat Invaders                            | 2           | 3       | 2012 | Solo | ♂            | January 18, 2012  | 250 Wii Points |
| Merengue                             | Sweat Invaders                            | 2           | 2       | 2012 | Solo | ♀            | January 18, 2012  | 250 Wii Points |
| Who Let the Dogs Out?*/#/**          | Baha Men                                  | 2           | 2       | 2000 | Solo | ♂            | January 18, 2012  | 250 Wii Points |
| Katti Kalandal**                     | Bollywood                                 | 2           | 2       | 2000 | Duet | ♀/♂          | February 1, 2012  | 250 Wii Points |
| Why Oh Why                           | Love Letter                               | 1           | 1       | 2009 | Duet | ♀/♂          | February 1, 2012  | 250 Wii Points |
| The Power**                          | Snap                                      | 2           | 3       | 1990 | Solo | ♂            | February 1, 2012  | 250 Wii Points |
| Skin To Skin                         | Sweat Invaders                            | 1           | 3       | 2010 | Solo | ♂            | February 1, 2012  | 250 Wii Points |
| Rasputin**                           | Boney M.                                  | 3           | 3       | 1978 | Solo | ♂            | February 15, 2012 | 250 Wii Points |
| Mugsy Baloney                        | Charleston                                | 3           | 2       | 1924 | Duet | ♀/♂          | February 15, 2012 | 250 Wii Points |
| That's the Way (I Like It)#          | KC and the Sunshine Band                  | 2           | 1       | 1975 | Solo | ♂            | February 15, 2012 | 250 Wii Points |
| Kids in America                      | Kim Wilde                                 | 2           | 2       | 1980 | Solo | ♀            | March 12, 2012    | 250 Wii Points |
| Down by the Riverside**              | The Reverend Horatio Duncan & Amos Sweets | 2           | 1       | 1927 | Solo | ♀            | March 12, 2012    | 250 Wii Points |
| Professor Pumplestickle              | Nick Phoenix & Thomas Bergeson            | 3           | 1       | 2006 | Solo | ♂/♀          | March 12, 2012    | 250 Wii Points |
| DARE**                               | Gorillaz                                  | 2           | 1       | 2005 | Solo | ♂            | March 12, 2012    | 250 Wii Points |
| Alright**                            | Supergrass                                | 2           | 2       | 1994 | Duet | ♀/♂          | April 25, 2012    | 250 Wii Points |
| Dagomba**                            | Sorcerer                                  | 2           | 3       | 2003 | Solo | ♀            | April 25, 2012    | 250 Wii Points |
| Futebol Crazy**                      | The World Cup Girls                       | 1           | 2       | 2009 | Solo | ♀            | April 25, 2012    | 250 Wii Points |
| It's Raining Men                     | The Weather Girls                         | 2           | 3       | 1982 | Solo | ♀            | April 25, 2012    | 250 Wii Points |

- "*" indica uma versão cover, não a original.
- "**" indica que essa musica é de uma versão anterior do jogo, ou que ela foi usada por uma versão mais avançada
- "#" indica que de uma versão antiga do just dance, para a mais nova, a música foi alterada.

#### Wii packs
| Nome                 | Artista(s)                                                                             | Musicas                                                       | Data de adição   | Custo          |
| -------------------- | -------------------------------------------------------------------------------------- | ------------------------------------------------------------- | ---------------- | -------------- |
| Sweat Pack #1        | Sweat Invaders                                                                         | Beat Match Until I'm Blue Dun N Dusted Touch Me Want Me       | January 4, 2012  | 600 Wii Points |
| Sweat Pack #2        | Sweat Invaders                                                                         | Cardiac Caress Boomsday Merengue                              | January 18, 2012 | 600 Wii Points |
| Valentine Pack       | Bollywood Sweat Invaders Love Letter                                                   | Katti Kalandal Skin to Skin Why oh Why                        | February 1, 2012 | 600 Wii Points |
| Spring Break Pack #1 | Kim Wilde The Reverend Horatio Duncan & Amos Sweets Nick Phoenix & Thomas J. Bergersen | Kids in America Down By The Riverside Professor Pumplestickle | March 12, 2012   | 600 Wii Points |
| Spring Break Pack #2 | The World Cup Girls Supergrass Sorcerer                                                | Futebol Crazy Alright Dagomba                                 | April 25, 2012   | 600 Wii Points |

### Xbox 360
| Musica                                  | Artista                                   | Dificuldade | Esforço | Ano  | Modo | Dançarino(s) | Data de Adição    | Custo                |
| --------------------------------------- | ----------------------------------------- | ----------- | ------- | ---- | ---- | ------------ | ----------------- | -------------------- |
| U Can't Touch This*/**                  | MC Hammer                                 | 2           | 3       | 1992 | Solo | ♂            | October 7, 2011   | 240 Microsoft Points |
| Fame*/**                                | Irene Cara                                | 1           | 3       | 1980 | Solo | ♀            | October 7, 2011   | 240 Microsoft Points |
| Heart of Glass                          | Blondie                                   | 2           | 1       | 1979 | Solo | ♀            | October 7, 2011   | 240 Microsoft Points |
| Jin Go Lo Ba#/**                        | Fatboy Slim                               | 2           | 2       | 2004 | Solo | ♀            | November 15, 2011 | 240 Microsoft Points |
| Cosmic Girl**                           | Jamiroquai                                | 1           | 2       | 1999 | Solo | ♀            | November 15, 2011 | 240 Microsoft Points |
| Jump in the Line (Shake, Senora)*/**    | Harry Belafonte                           | 3           | 2       | 1961 | Duet | ♀/♂          | November 15, 2011 | 240 Microsoft Points |
| Satisfaction (Isak Original Extended)** | Benny Benassi                             | 1           | 1       | 2003 | Solo | ♂            | November 15, 2011 | 240 Microsoft Points |
| Toxic*/**                               | Britney Spears                            | 3           | 1       | 2003 | Solo | ♀            | November 23, 2011 | 240 Microsoft Points |
| Acceptable in the 80s**/#               | Calvin Harris                             | 2           | 2       | 2007 | Solo | ♀            | November 23, 2011 | 240 Microsoft Points |
| Jump*/**                                | Kris Kross                                | 3           | 3       | 1991 | Duet | ♂/♂          | November 23, 2011 | 240 Microsoft Points |
| Proud Mary**                            | Ike & Tina Turner                         | 2           | 3       | 1991 | Solo | ♀            | November 23, 2011 | 240 Microsoft Points |
| Walk Like an Egyptian                   | The Bangles                               | 2           | 2       | 1986 | Solo | ♀            | December 6, 2011  | 240 Microsoft Points |
| Iko Iko                                 | Mardi Gras                                | 1           | 2       | 1953 | Solo | ♀            | December 6, 2011  | 240 Microsoft Points |
| Baby Girl**                             | Reggaeton                                 | 3           | 2       | 2003 | Solo | ♂            | December 6, 2011  | 240 Microsoft Points |
| Mashed Potato Time                      | Dee Dee Sharp                             | 1           | 1       | 1962 | Solo | ♀            | December 6, 2011  | 240 Microsoft Points |
| Crazy Christmas                         | Santa Clones                              | 2           | 2       | 2010 | Solo | ♂            | December 20, 2011 | 240 Microsoft Points |
| Step by Step**                          | New Kids on the Block                     | 2           | 2       | 1990 | Solo | ♂            | December 20, 2011 | 240 Microsoft Points |
| Funplex (CCS remix)                     | The B-52's                                | 2           | 2       | 2008 | Solo | ♀            | December 20, 2011 | 240 Microsoft Points |
| Louie Louie#                            | Iggy Pop                                  | 1           | 2       | 1993 | Solo | ♂            | December 20, 2011 | 240 Microsoft Points |
| I Like to Move It (Radio Mix)**         | Reel 2 Real featuring The Mad Stuntman    | 2           | 2       | 1994 | Solo | ♀            | January 4, 2012   | 240 Microsoft Points |
| Beat Match Until I'm Blue               | Sweat Invaders                            | 2           | 2       | 2011 | Solo | ♀            | January 4, 2012   | 240 Microsoft Points |
| Dun N Dusted                            | Sweat Invaders                            | 2           | 2       | 2011 | Solo | ♂            | January 4, 2012   | 240 Microsoft Points |
| Touch Me Want Me                        | Sweat Invaders                            | 2           | 3       | 2011 | Solo | ♀            | January 4, 2012   | 240 Microsoft Points |
| Cardiac Caress                          | Sweat Invaders                            | 2           | 2       | 2012 | Solo | ♀            | January 17, 2012  | 240 Microsoft Points |
| Boomsday                                | Sweat Invaders                            | 2           | 3       | 2012 | Solo | ♂            | January 17, 2012  | 240 Microsoft Points |
| Merengue                                | Sweat Invaders                            | 2           | 2       | 2012 | Solo | ♀            | January 17, 2012  | 240 Microsoft Points |
| Who Let the Dogs Out?#/**               | Baha Men                                  | 2           | 2       | 2000 | Solo | ♂            | January 17, 2012  | 240 Microsoft Points |
| Katti Kalandal**                        | Bollywood                                 | 2           | 2       | 2000 | Duet | ♀/♂          | February 1, 2012  | 240 Microsoft Points |
| Why Oh Why                              | Love Letter                               | 1           | 1       | 2009 | Duet | ♀/♂          | February 1, 2012  | 240 Microsoft Points |
| The Power**                             | Snap!                                     | 2           | 3       | 1990 | Solo | ♂            | February 1, 2012  | 240 Microsoft Points |
| Skin-To-Skin                            | Sweat Invaders                            | 1           | 3       | 1992 | Solo | ♂            | February 1, 2012  | 240 Microsoft Points |
| Rasputin**                              | Boney M.                                  | 3           | 3       | 1978 | Solo | ♂            | February 15, 2012 | 240 Microsoft Points |
| Mugsy Baloney**                         | Charleston                                | 3           | 2       | 1924 | Duet | ♀/♂          | February 15, 2012 | 240 Microsoft Points |
| That's the Way (I Like It)#             | KC and the Sunshine Band                  | 2           | 1       | 1975 | Solo | ♂            | February 15, 2012 | 240 Microsoft Points |
| Kids in America                         | Kim Wilde                                 | 2           | 2       | 1980 | Solo | ♀            | March 12, 2012    | 240 Microsoft Points |
| Down by the Riverside**                 | The Reverend Horatio Duncan & Amos Sweets | 2           | 1       | 1927 | Solo | ♀            | March 12, 2012    | 240 Microsoft Points |
| Professor Pumplestickle                 | Nick Phoenix & Thomas J. Bergerson        | 3           | 1       | 2006 | Duet | ♀/♂          | March 12, 2012    | 240 Microsoft Points |
| DARE**                                  | Gorillaz                                  | 2           | 1       | 2005 | Solo | ♂            | March 12, 2012    | 240 Microsoft Points |
| Alright**                               | Supergrass                                | 2           | 2       | 1994 | Duet | ♀/♂          | April 25, 2012    | 240 Microsoft Points |
| Dagomba**                               | Sorcerer                                  | 2           | 3       | 2003 | Solo | ♂            | April 25, 2012    | 240 Microsoft Points |
| Futebol Crazy**                         | The World Cup Girls                       | 1           | 2       | 2009 | Solo | ♀            | April 25, 2012    | 240 Microsoft Points |
| It's Raining Men                        | The Weather Girls                         | 2           | 3       | 1982 | Solo | ♀            | April 25, 2012    | 240 Microsoft Points |

- "*" indica uma versão cover, não a original.
- "**" indica que essa musica é de uma versão anterior do jogo, ou que ela foi usada por uma versão mais avançada
- "#" indica que de uma versão antiga do just dance, para a mais nova, a música foi alterada.

#### Xbox 360 packs
| Nome                 | Artista(s)                                                                             | Musicas                                                       | Data de adição   | Custo                |
| -------------------- | -------------------------------------------------------------------------------------- | ------------------------------------------------------------- | ---------------- | -------------------- |
| Sweat Pack #1        | Sweat Invaders                                                                         | Beat Match Until I'm Blue Dun N Dusted Touch Me Want Me       | January 4, 2012  | 480 Microsoft Points |
| Sweat Pack #2        | Sweat Invaders                                                                         | Boomsday Cardiac Caress Merengue                              | January 17, 2012 | 480 Microsoft Points |
| Christmas Pack       | The Bangles Mardi Gras Reggaeton Dee Dee Sharp                                         | Walk Like an Egyptian Iko Iko Baby Girl Mashed Potato Time    | January 17, 2012 | 640 Microsoft Points |
| Spring Break Pack #1 | Kim Wilde The Reverend Horatio Duncan & Amos Sweets Nick Phoenix & Thomas J. Bergersen | Kids in America Down By The Riverside Professor Pumplestickle | March 12, 2012   | 640 Microsoft Points |
| Spring Break Pack #2 | The World Cup Girls Supergrass Sorcerer                                                | Futebol Crazy Alright Dagomba                                 | April 25, 2012   | 640 Microsoft Points |

## Curiosidades
- Agora, em Just Dance 3, algumas músicas podem ser jogadas em quarteto, fazendo movimentos sincronizados e em ordem diferente. Isso não acontecia nos outros jogos da série, quando era possível jogar com quatro pessoas, mas todas faziam o movimento de um único dançarino no jogo.

- A música "Jamaican Dance" possui seu modo principal exclusivo para o wii porquê é feita para jogar com 8 jogadores! As versões da música para Xbox 360 e Playstation 3 é desbloqueável no modo Dance-Mash up,no qual é solo(também presente no Dance-Mash Up do Wii)!

- Em músicas dançadas em modo solo no Just Dance 3 Xbox 360 existe o modo "Just Create" em qual os jogadores criam a própria dança!

- Os DLC deste jogo pertencem todos aos jogos anteriores desta coleção (Just Dance 1) (Just Dance 2) (Just Dance Summer Party)